# Yume ni Mukatte / Hello! IVY
Singles de Sakura Gakuin
Verishuvi
(21 décembre 2011)
Singles par Babymetal
Doki Doki Morning
(2 novembre 2010) BABYMETAL × Kiba of Akiba
(7 mars 2012)
Singles par Twinklestars
Dear Mr. Socrates
(28 novembre 2010) Please! Please! Please!
(6 juillet 2011)
Yume ni Mukatte / Hello! IVY (夢に向かって / Hello ! IVY) est le 1er single du groupe féminin japonais Sakura Gakuin sorti fin 2010.

## Genèse
Sakura Gakuin a été créé en avril 2010, par l'agence de talent Amuse. En août, le groupe a participé au Festival de Tokyo Idol 2010.
Ce fut l'année où l'événement a eu lieu pour la première fois. En octobre 2010, un sous-groupe du groupe appelé Twinklestars, composé de 7 jeunes filles, a été formé. En novembre, Twinklestars, le premier sous-groupe de Sakura Gakuin, sort son premier single Dear Mr. Socrates avant celui du groupe-mère.
En outre, Babymetal, le deuxième sous-groupe, sort un DVD contenant une chanson nommée Doki Doki Morning, puis cette chanson sort en single sous format numérique le 2 novembre 2010.
Le single de Sakura Gakuin sort le 8 décembre 2010 en une seule édition (le CD seulement). C'est un single double face-A, le CD contient les chansons-titres, une chanson inédites ainsi que leurs versions instrumentales. Il est le seul single du groupe extrait de son premier album Sakura Gakuin 2010nendo ~message~ qui sortit quatre mois plus tard. C'est notamment le premier single avec seulement les membres de la première et deuxième génération (Yui et Moa comme membres additionnels).
Il atteint la 35e place des classements hebdomadaires des ventes de l'Oricon.

## Formation
1re génération
- Ayami Mutō (Leader)
- Ayaka Miyoshi
- Airi Matsui
- Suzuka Nakamoto
- Marina Horiuchi
- Raura Iida
- Nene Sugisaki
- Hinata Satō

2e génération
- Yui Mizuno
- Moa Kikuchi

## Liste des titres
| 1. | Yume ni Mukatte (夢に向かって)                |  |
| 2. | Hello! IVY                                    |  |
| 3. | School days                                   |  |
| 4. | Yume ni Mukatte (Instrumental) (夢に向かって) |  |
| 5. | Hello! IVY (Instrumental)                     |  |
| 6. | School days (Instrumental)                    |  |